# Мексиканский полосатый василиск
Мексиканский полосатый василиск (лат. Basiliscus vittatus) — вид ящериц из рода василисков.
Общая длина достигает 61 см. наблюдается половой диморфизм — самцы крупнее самок. Самец также имеет больший гребень. На голове, спине, хвосте расположены отдельные гребни. Цвет кожи коричнево-бурый с различными оттенками. На спине и хвосте имеются поперечные чёрные полосы. Также от кончика морды до задних лап тянется светлая полоса. Имеет большие задние конечности с длинными пальцами.
Вид распространён от юга Мексики до северной Колумбии. Также было завезён в штат Флорида (США).
Предпочитает лесистую местность, кустарники. Активен днём. Хорошо бегает и лазает. В случае опасности способен также бежать по воде. В этом случае он ускоряется, приближаясь к ближайшему водоёму и после этого продолжает бежать на задних лапах. Бегать по воде позволяют большие лапы, которые оснащены кожаными клапанами и перепонками вдоль ног, не позволяющие утонуть. Василиск неплохо ныряет, подолгу оставаясь под водой. Питается насекомыми и мелкими позвоночными.
Яйцекладущая ящерица. В конце апреля—начале мая самка под корнями деревьев или в кустарнике откладывает 12—18 яиц. За год бывает 5—8 кладок. Молодые василиски появляются через 3 месяца.
Продолжительность жизни составляет 7—8 лет.